# رشيد فاطمي
رشيد فاطمي هو إداري ووالي وسياسي جزائري.

## الدراسة
تخرج رشيد فاطمي من المدرسة العليا للإدارة الجزائرية خلال عام 1980م.

## المسار المهني
تم تعيين رشيد فاطمي في منصب وال في ولاية المدية ابتداء من تاريخ 30 جوان 1994م.
واستمر في هذا المنصب كوال لمدة سنتين إلى غاية تاريخ 27 جويلية 1996م.
ثم تم نقله إلى منصب وال في ولاية سكيكدة ابتداء من تاريخ 27 جويلية 1996م.
واستمر في هذا المنصب كوال لمدة عام واحد إلى غاية تاريخ 12 جويلية 1997م.
ثم تم تعيينه في منصب وال في ولاية الوادي ابتداء من تاريخ 12 جويلية 1997م.
واستمر في هذا المنصب كوال لمدة عامين إلى غاية تاريخ 22 أوت 1999م.
ثم تم تعيينه في منصب وال في ولاية باتنة ابتداء من تاريخ 22 أوت 1999م.
واستمر في هذا المنصب كوال لمدة عامين إلى غاية تاريخ 4 أوت 2001م.
ثم تم تعيينه في منصب وال في ولاية بجاية ابتداء من تاريخ 4 أوت 2001م.
واستمر في هذا المنصب كوال لمدة نحو سبعة أعوام إلى غاية تاريخ 7 ماي 2008م.
ثم تم تعيينه في منصب وال في ولاية سوق أهراس ابتداء من تاريخ 7 ماي 2008م.
واستمر في هذا المنصب كوال لمدة أكثر من عامين إلى غاية تاريخ 30 سبتمبر 2010م.
ثم تم استدعاؤه إلى مهام أخرى ابتداء من تاريخ 30 سبتمبر 2010م.

### مواضيع ذات صلة
- قائمة الولاة في الجزائر
- ولايات الجزائر
- دوائر الجزائر
- بلديات الجزائر
- وزارة الداخلية الجزائرية
- التقسيم الإداري في الجزائر

### وصلات خارجية
- الموقع الرسمي لوزارة الداخلية الجزائرية